# Robert Louis Dressler
Robert Louis Dressler (Contea di Taney, 2 giugno 1927 – Cantone di Paraíso, 15 ottobre 2019) è stato un botanico statunitense, specialista in Tassonomia delle Orchidaceae.
È stato curatore dell'orto botanico del Missouri.

## Opere
- Dressler R.L., Phylogeny and Classification of the Orchid Family, Portland, OR, Dioscorides Press, 1993, ISBN 978-0-931146-24-4.

## Omaggi
I genere delle Orchidaceae Dressleria Dodson, 1975 e Dresslerella Luer, 1976 sono un omaggio al suo nome.
Gli sono state dedicate inoltre oltre un centinaio di specie tra cui le orchidee: 
- Campylocentrum dressleri H.Dietr. & M.A.Díaz, 1984[3]
- Coccineorchis dressleri Szlach., Rutk. & Mytnik, 2004[4]
- Dichaea dressleri Folsom, 2006[5]
- Epidendrum dressleri Hágsater, 1987[6]
- Gongora dressleri Jenny, 1993 [7]
- Triaristellina dressleri (Luer) Rauschert, 1983 [8]
- Vanilla dressleri Soto Arenas, 2010[9]